# シングルコレクション+ ハチポチ
『シングルコレクション+ ハチポチ』（シングルコレクションプラスハチポチ）は、坂本真綾のシングルコレクション・アルバム。

## 解説
- オリジナルアルバムに未収録のシングル曲が中心になっている。ただし、4枚目のシングル『走る』のシングルバージョンは収録されていない。
- 初回盤のみ紙ジャケット仕様、「ともだち」「パイロット」「24」「ポケットを空にして」のコード譜封入。
- 累計出荷枚数は6万枚。
- 坂本真綾デビュー15周年記念のキャンペーンにおいてプレゼント対象商品の全11商品に含まれた。[1]
- 坂本自身のオリコンアルバム売上ランキングの中で『シングルコレクション+ニコパチ』『坂本真綾 15周年記念ベストアルバム everywhere(初回盤)』に次ぐ第三位である。[2]
- TX系アニメ「天空のエスカフローネ」とのタイアップとして発売され、当アニメのオープニング・挿入歌・イメージソングを収録している。しかし、劇場版主題歌である『指輪』は収録されていない。[要出典]

## 収録曲
| 全作曲・編曲: 菅野よう子。 |                        |            |            |      |
| #                          | タイトル               | 作詞       | 作曲・編曲 | 時間 |
| 1.                         | 「約束はいらない」     | 岩里祐穂   | 菅野よう子 | 3:33 |
| 2.                         | 「ともだち」           | 岩里祐穂   | 菅野よう子 | 3:40 |
| 3.                         | 「ボクらの歴史」       | 岩里祐穂   | 菅野よう子 | 4:20 |
| 4.                         | 「Gift」               | 岩里祐穂   | 菅野よう子 | 5:48 |
| 5.                         | 「君に会いにいこう」   | 岩里祐穂   | 菅野よう子 | 5:13 |
| 6.                         | 「光の中へ」           | 岩里祐穂   | 菅野よう子 | 4:40 |
| 7.                         | 「Light of love」      | 岩里祐穂   | 菅野よう子 | 7:53 |
| 8.                         | 「奇跡の海」           | 岩里祐穂   | 菅野よう子 | 4:08 |
| 9.                         | 「Active Heart」       | 岩里祐穂   | 菅野よう子 | 4:15 |
| 10.                        | 「パイロット」         | 坂本真綾   | 菅野よう子 | 3:55 |
| 11.                        | 「プラチナ」           | 岩里祐穂   | 菅野よう子 | 4:10 |
| 12.                        | 「24〜twenty-four〜」  | 染谷和美   | 菅野よう子 | 4:47 |
| 13.                        | 「恋人について」       | 久保田洋司 | 菅野よう子 | 4:20 |
| 14.                        | 「ポケットを空にして」 | 岩里祐穂   | 菅野よう子 | 4:02 |
| 15.                        | 「CALL YOUR NAME」     | 坂本真綾   | 菅野よう子 | 4:16 |
| 合計時間:                  | 合計時間:              | 合計時間:  | 69:00      |      |

## 参加ミュージシャン
- Drums：佐野康夫・宮田繁男・Neal Wilkinson
- E.Bass：渡辺等・Andy Pask
- Guitars：今堀恒雄・古川昌義・Huge Burns
- Keyboards＆A.Piano：菅野よう子
- Sound Architect：浦田恵司・坂元俊介
- Strings：篠崎正嗣Strings・Members of L'Ohchestra Dell' Unione Musicsti Roma
- Percussion：岡部洋一
- Background Vocal：坂本真綾・Gabriela Robin・広谷順子

## タイアップ
| #  | 曲名               | タイアップ                                                                                | 初出作品                                                                | 発売日         | 品番       | 備考                    |
| -- | ------------------ | ----------------------------------------------------------------------------------------- | ----------------------------------------------------------------------- | -------------- | ---------- | ----------------------- |
| 01 | 約束はいらない     | テレビ東京系アニメ『天空のエスカフローネ』オープニングテーマ                              | 1stシングル「約束はいらない」                                           | 1996年4月24日  | VIDL-10764 |                         |
| 02 | ともだち           | テレビ東京系アニメ『天空のエスカフローネ』挿入歌                                          | 1stシングル「約束はいらない」                                           | 1996年4月24日  | VIDL-10764 |                         |
| 03 | ボクらの歴史       | ラジオドラマ『CLAMP学園探偵団』テーマソング                                               | 「CLAMP学園探偵団」MINI SOUND TRACK                                     | 1997年3月21日  | VIDL-10856 |                         |
| 04 | Gift               | テレビ東京系アニメ『CLAMP学園探偵団』後期エンディングテーマ                               | 2ndシングル「Gift」                                                     | 1997年9月22日  | VIDL-30035 |                         |
| 05 | 君に会いにいこう   | （無し）                                                                                  | 2ndシングル「Gift」                                                     | 1997年9月22日  | VIDL-30035 |                         |
| 06 | 光の中へ           | テレビ東京系アニメ『天空のエスカフローネ』イメージソング                                  | サウンドトラックアルバム『天空のエスカフローネ ORIGINAL SOUND TRACK 3』 | 1996年9月21日  | VICL-773   |                         |
| 07 | Light of Love      | WOWOWアニメ『ブレンパワード』イメージソング                                               | サウンドトラックアルバム『ブレンパワード オリジナルサウンドトラック2』  | 1998年11月21日 | VICL-60299 |                         |
| 08 | 奇跡の海           | テレビ東京系アニメ『ロードス島戦記-英雄騎士伝-』オープニングテーマ                        | 3rd シングル「奇跡の海」                                                | 1998年4月22日  | VIDL-30202 |                         |
| 09 | Active Heart       | （無し）                                                                                  | 3rd シングル「奇跡の海」                                                | 1998年4月22日  | VIDL-30202 |                         |
| 10 | パイロット         | （無し）                                                                                  | 4thシングル「走る」                                                     | 1998年11月21日 | VIDL-30370 |                         |
| 11 | プラチナ           | NHKBS-2アニメ『カードキャプターさくら』オープニングテーマ                                 | 5thシングル「プラチナ」                                                 | 1999年10月21日 | VIDL-30450 |                         |
| 12 | 24〜twenty-four〜  | （無し）                                                                                  | 5thシングル「プラチナ」                                                 | 1999年10月21日 | VIDL-30450 |                         |
| 13 | 恋人について       | ドリームキャスト用ゲーム「Napple Tale Arsia in Daydream」エンディングテーマ（アレンジ版） | （無し）                                                                | （無し）       | （無し）   | 原曲作詞：Chris Mosdell |
| 14 | ポケットを空にして | テレビ東京系アニメ『天空のエスカフローネ』イメージソング                                  | サウンドトラックアルバム『天空のエスカフローネ ORIGINAL SOUND TRACK 1』 | 1996年6月5日   | VICL-769   |                         |
| 15 | CALL YOUR NAME     | ラジオドラマ『エスカフローネ〜プロローグ〜』テーマソング（2000年）                        | （無し）                                                                | （無し）       | （無し）   | 新曲                    |